# Provincias escolapias
Die Provincias escolapias, d. h. die Ordensprovinzen der Piaristen, ist eine Bezeichnung für die Ordensprovinzen der Piaristen, die ihre Schulen und Einrichtungen weltweit organisatorisch verwalten.
Die Provincias escolapias sind Teil der Ordenstruktur der Piaristen, die sich über verschiedene Länder und Regionen erstrecken. Gegenwärtig ist die Tätigkeit der Piaristen in Spanien in drei Provinzen unterteilt:

Piaristen-Wappen

die Piaristenprovinzen von Emaús (entstand 2012 aus dem Zusammenschluss der Piaristenprovinzen von Aragón, Vasconia und Andalucía), Betania und Cataluña.
Die verschiedenen Ordensprovinzen haben diverse Einrichtungen mit verschiedenen Schulen und Häusern geöffnet.